# David Claerbout

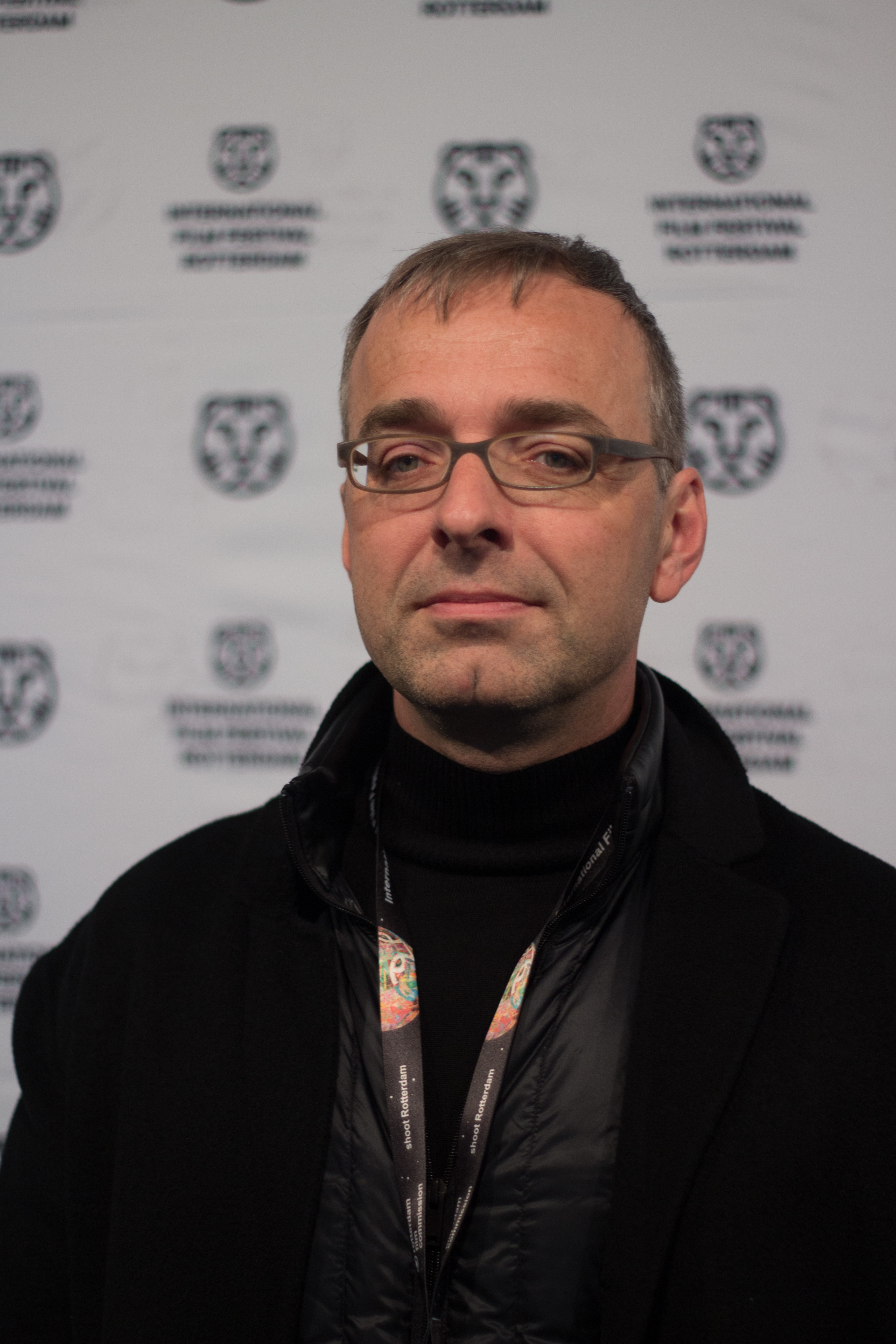
David Claerbout, 2017

David Claerbout (* 1969 in Kortrijk, Belgien) ist ein belgischer Videokünstler, der mit Fotografien, Film, Video, Ton, digitalen Medien und Zeichnungen arbeitet. Bekannt wurde er durch seine großformatigen Videoinstallationen und Filmprojektionen.

## Leben
Claerbout ist gelernter Kunstmaler, der seine Arbeit um fotografische und filmische Techniken erweitert. Er studierte am Nationaal Hoger Instituut voor Schone Kunsten in Antwerpen von 1992 bis 1995, wo er die Klasse für Malerei besuchte.
Zunehmend wurde die Zeit zu seinem künstlerischen Thema. Ein wiederholt aufgegriffenes Thema ist das Warten. Anregungen findet er in den Überlegungen von Henri Bergson sowie in den beiden Büchern über das Kino von Gilles Deleuze.
Claerbout wird durch die Galerien Micheline Szwajcer, Antwerpen, Galerie Yvon Lambert, Paris, Hauser & Wirth London und Zürich, die Galerie Johnen in Berlin und die Galerie Rüdiger Schöttle in München vertreten. Er lebt in Antwerpen und Berlin.

## Werke (Auswahl)
- Vietnam, 1967, near Duc Pho (Reconstruction after Hiromichi Mine), 2001. Ein-Kanal-Videoprojektion, Farbe, ohne Ton, 3 min endlos
- Sections of a Happy Moment, 2007. Ein-Kanal-Videoprojektion, Schwarz-Weiß, Stereo, 25 min endlos
- Arena, 2007. Ein-Kanal-Videoprojektion, Farbe, ohne Ton, 33 min. endlos
- Sunrise, 2009. Ein-Kanal-Videoprojektion, Farbe, Stereo, 18 min.
- The Quiet Shore, 2011. Ein-Kanal-Videoprojektion, Schwarz-Weiß, ohne Ton, 36 min endlos
- Oil workers (from the Shell company of Nigeria) returning home from work, caught in torrential rain, 2013. HD Farbanimation, ohne Ton, endlos

## Einzelausstellungen (Auswahl)
- 2023 Meditation in Peace. Meditation in Pieces, Taipei Fine Arts Museum, Taipei
- 2022 The Close, Milwaukee Art Museum, Milwaukee
- 2022 The Close, Galerie Rüdiger Schöttle, München
- 2022 Dark Optics, Sean Kelly, New York
- 2021 Unseen Sound, Garage Museum, Moscow
- 2020 Kunst Museum Winterthur, Winterthur
- 2018 Kunsthaus Bregenz
- 2018 The pure necessity, Galerie Rüdiger Schöttle, München
- 2017 Pinacoteca de Sao Paulo, Sao Paulo
- 2017 The Margulies Collection at the Warehouse, Miami Villa Empain, Bruxelles
- 2016 Olympia, KINDL – Zentrum für zeitgenössische Kunst, Berlin
- 2015 Project Arts Centre, Dublin
- 2015 Galerie Rüdiger Schöttle, München
- 2013 Kunsthalle Mainz
- 2012
  - MART – Museo di arte moderna e contemporanea di Trento e Rovereto
  - The time that remains, Parasol unit, London
  - Diese Sonne strahlt immer, Secession Wien
- 2011 Wiels, 'Le temps qui reste', Brussels (Vorst)
- 2010 The American Room (second movement), Galerie Rüdiger Schöttle, München
- 2009 De Pont Museum of Contemporary Art, 'The Shape of Time', Tilburg
- 2008
  - MIT LIST Visual Arts Center, Cambridge MA
  - Kunstmuseum St. Gallen, 'After the Quiet', St. Gallen/Switzerland
  - Belkin Galleries at The University of British Columbia, Vancouver
  - National Museum of Contemporary Art, Athens
- 2007 Centre Georges Pompidou, 'David Claerbout', Paris
- 2005 Akademie der Künste, 'Background Time – Gezeiten', Berlin
- 2004/05 Kunstbau, Städtische Galerie im Lenbachhaus, München[1]
- 2003 Galerie Rüdiger Schöttle, München
- 2002 Kunstverein Hannover, Hannover
- 2001 Villa Corthout, Galerie Rüdiger Schöttle, München
- 1999 De Vereniging, S.M.A.K., Ghent
- 1998 Etablissement d’en Face, Brüssel

## Gruppenausstellungen (Auswahl)
- 2023 Out of the Box, Schaulager, Basel
- 2022 Uncombed, Unforeseen, Unconstrained, Parasol Unit Foundation for Contemporary Art, London
- 2022 Mix & Match. Rediscovering The Collection, Pinakothek der Moderne, Munich
- 2021 The Sound of Disney, Deutsches Filminstitut & Filmmuseum, Frankfurt am Main
- 2020 A Long Time Short, KAI10, Arthena Foundation, Düsseldorf
- 2018 Image Profile: Aspects of the Documentary in MMK's Photography Collection, MMK 2, Museum für Moderne Kunst, Frankfurt am Main
- 2017 Appropriation in Contemporary Art, Bernal Espacio, Madrid
- 2016 Paradise on Earth. Landscapes from Bruegel to Rubens, Kunsthalle im Lipsiusbau, Dresden
- 2015 Louisiana Art Museum, Humlebaek
- 2014 43rd International Film Festival: Spectrum Shorts, Rotterdam
- 2013 Sharjah Biennial 11, Sharjah
- 2013 Die Erschütterung der Sinne, Albertinum Dresden
- 2012 Static Movement, Filminstallationen: mit Darren Almond und Anri Sala. Museum Folkwang, Essen
- 2012 Spell on You: The 7th Seoul International Biennale, Seoul Museum of Art, Seoul
- 2011 Klang und Stille, Haus der Kunst München
- 2011 Number Five: Cities of Gold and Mirrors, Julia Stoschek Collection, Düsseldorf
- 2011 Yebisu International Festival for Art & Alternative Visions 2011, Toyko Metropolitan Museum of Photography, Tokio
- 2011 São Paulo Biennial touring program, Museu de Arte Moderna do Rio de Janeiro, Rio de Janeiro
- 2011 First CAFAM Biennale: Super-organism, CAFA Art Museum, Peking
- 2011 The World Belongs to You, Punta della Dogana & Palazzo Grassi, François Pinault Foundation, Venedig
- 2010 fast forward 2. The Power of Motion. Media Art Sammlung Goetz, München
- 2010 ZKM Zentrum für Kunst und Medientechnologie, Karlsruhe
- 2010 Ha sempre um copo de mar para um homem navegar, 29. Biennale von Sao Paulo
- 2009 Sounds and Visions. Artist Video and Cinema Works from Europe, Tel Aviv Museum of Art, Tel Aviv
- 2009 Fantastic Illusions, MOCA – Museum of Contemporary Art, Shanghai, China
- 2009 Vérité exposée – about memory, Mücsarnok Kunsthalle Budapest
- 2008 Venedig. Von Canaletto bis Turner, Fondation Beyeler, Riehen
- 2008 ArtFocus 5th Edition, Le Pavillon, Jerusalem
- 2008 41 Salòn Nacional De Artistas, Museo de Arte Moderno La Tertulia, Cali
- 2008 Die Hände der Kunst, MARTa Herford Museum für zeitgenössische Kunst, Herford
- 2007 Perspektive – Neuerwerbungen, Schenkungen und Wünsche der Sammlung für Gegenwartskunst im Lenbachhaus, Lenbachhaus, München
- 2006 Art Unlimited, Art Basel, Basel
- 2004 Do You Believe in Reality?, Taipei Biennial, Taipei
- 2003 War (What is it Good for?), Museum of Contemporary Art, Chicago
- 2000 18th World Wide Video Festival, Amsterdam
- 1997 Prix de la Jeune Peinture Belge, Palais des Beaux Arts, Bruxelles

## Veröffentlichungen
- The Shape of Time. Centre national d'art et de culture Georges Pompidou, Paris 2008 und JRP/Ringier 2008, ISBN 978-3-905829-38-9.

## Artikel
- Frieze Show Review
- Frieze Review
- Article Art in America
- Boston Globe Review
- Review Canadian Art
- Review Afterimage: The Journal of Media Arts and Cultural Criticism, Issue 35.6 (May/June 2008)
- Canadian Art online
- A Silent Conversation with David Claerbout: Short Film